# Coniopteryx canariensis
Coniopteryx canariensis är en insektsart som beskrevs av Monserrat 2002. Coniopteryx canariensis ingår i släktet Coniopteryx och familjen vaxsländor. Inga underarter finns listade i Catalogue of Life.